# جورج روميرو
جورج أندرو روميرو راميرو (بالإنجليزية: George Andrew Romero)‏‏ (4 فبراير 1940 - 16 يوليو 2017) مخرج، وكاتب، وممثل، ومونتير أمريكي. اشتهر برباعية أفلام رعب عن ليلة الموتى الأحياء، حول قيام الزومبي من قبورهم.
توفي مبتكر أفلام «الزومبي» جورج روميرو  George A. Romero، بسبب إصابته بسرطان الرئة في مستشفى بتورنتو يوم الأحد عن 77 عاماً .

## وصلات خارجية
- Senses of Cinema: Great Directors Critical Database
- جورج روميرو على موقع IMDb (الإنجليزية)
- جورج روميرو على موقع الموسوعة البريطانية (الإنجليزية)
- جورج روميرو على موقع روتن توميتوز (الإنجليزية)
- جورج روميرو على موقع مونزينجر (الألمانية)
- جورج روميرو على موقع ألو سيني (الفرنسية)
- جورج روميرو على موقع ميوزك برينز (الإنجليزية)
- جورج روميرو على موقع تيرنر كلاسيك موفيز (الإنجليزية)
- جورج روميرو على موقع أول موفي (الإنجليزية)
- جورج روميرو على موقع قاعدة بيانات الأفلام السويدية (السويدية)
- جورج روميرو على موقع إن إن دي بي (الإنجليزية)
- George Romero @ THE DEUCE: Grindhouse Cinema Database
- New York Times bio
- Simon Pegg interviews George A. Romero
- The Onion A.V. Club interview